# لوسنت
لوسنت، (به انگلیسی: Lucent) شرکت تجهیزات مخابراتی چندملیتی آمریکایی بود، که در سال ۱۹۹۶ درپی جدایی از شرکت مخابراتی ای‌تی اند تی راه‌اندازی شد و در سال ۲۰۰۶ پس از ادغام با آلکاتل و تشکیل آلکاتل-لوسنت منحل گردید.
ریشه‌های شکل‌گیری شرکت لوسنت به دهه ۱۹۶۰ میلادی بازمی‌گردد، که شرکتی با مشارکت آزمایشگاه‌های بل و وسترن الکتریک تأسیس شد، که به‌عنوان زیرمجموعه‌ای از وسترن الکتریک، در زمینه ساخت دستگاه‌های تلفن فعالیت می‌کرد.
در ۱۹۸۴ یک سال پس از تأسیس شرکت مخابراتی ای‌تی اند تی، این شرکت نیز به‌عنوان شرکت تابعه‌ای از ای‌تی اند تی، تحت نام ای‌تی اند تی تکنالوجیز ثبت گردید.
در ۱۹۹۶ در پی تجدید ساختار کمپانی ای‌تی اند تی، این شرکت نیز در ۱ ژانویه ۱۹۹۷ تفکیک و به‌عنوان یک شرکت مستقل، با نام لوسنت، ثبت گردید و سرانجام در سال ۲۰۰۶ با شرکت فرانسوی آلکاتل ادغام شد و آلکاتل-لوسنت تشکیل گردید.